# Karyophérine

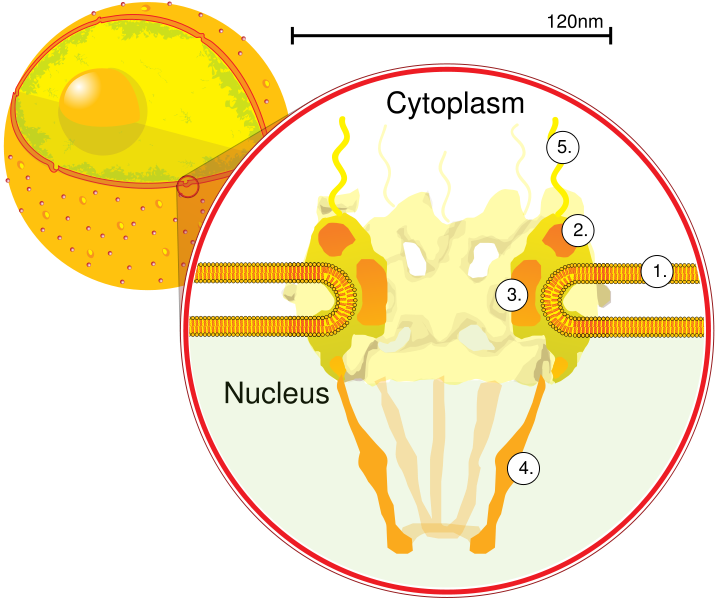
Structure d'un pore nucléaire

Les karyophérines sont des protéines qui assurent le transport des macromolécules biologiques, ARN ou protéines du noyau de la cellule vers le cytoplasme ou l'inverse. On distingue deux classes de karyophérines, les importines et les exportines, suivant le sens du trafic qu'elles assurent : les exportines transportent leur cargaison du noyau vers le cytoplasme, tandis que les importines effectuent le transport inverse. Les karyophérines transitent au travers du pore nucléaire, un complexe macromoléculaire qui sert de sas entre les deux compartiments cellulaires : noyau et cytoplasme.
Une fois leur cargaison transportée, les karyophérines retraversent à vide le pore nucléaire en sens inverse. Ceci leur permet de démarrer un nouveau cycle de navette entre les deux compartiments.